# فالح السليمان
الدكتور فالح بن عبد الله الصالح السليمان محافظ الهيئة العامة للتطوير الدفاعي بمرتبة وزير، منذ 21 ديسمبر 2021م.

## الحياة التعليمية
حصل السليمان على درجة الدكتوراة في الهندسة الميكانيكية من جامعة كاليفورنيا (دافيس) عام 1985، ودرجتي الماجستير والبكالوريوس في ذات التخصص من جامعة الملك فهد للبترول والمعادن.

## الحياة المهنية
- رئيس الشركة الوطنية للأنظمة الميكانيكية.[3]
- عضو مجلس إدارة شركة وادي الظهران للتقنية القابضة،[3] المملوكة بالكامل لجامعة الملك فهد للبترول والمعادن.[4]
- أستاذ (بروفيسور) في قسم الهندسة الميكانيكية في جامعة الملك فهد للبترول والمعادن [5]
- وكيل جامعة الملك فهد للبترول والمعادن لتطوير التقنية والعلاقات الصناعية.[6]
- مدير عام مركز سلطان بن عبد العزيز للعلوم والتقنية.[6]

## الجوائز والتكريمات
- جائزة الأمير محمد بن فهد للتفوق العلمي (1989).[2]

## وصلات خارجية
لم يتم العثور على روابط لمواقع التواصل الاجتماعي.